# 宣戰

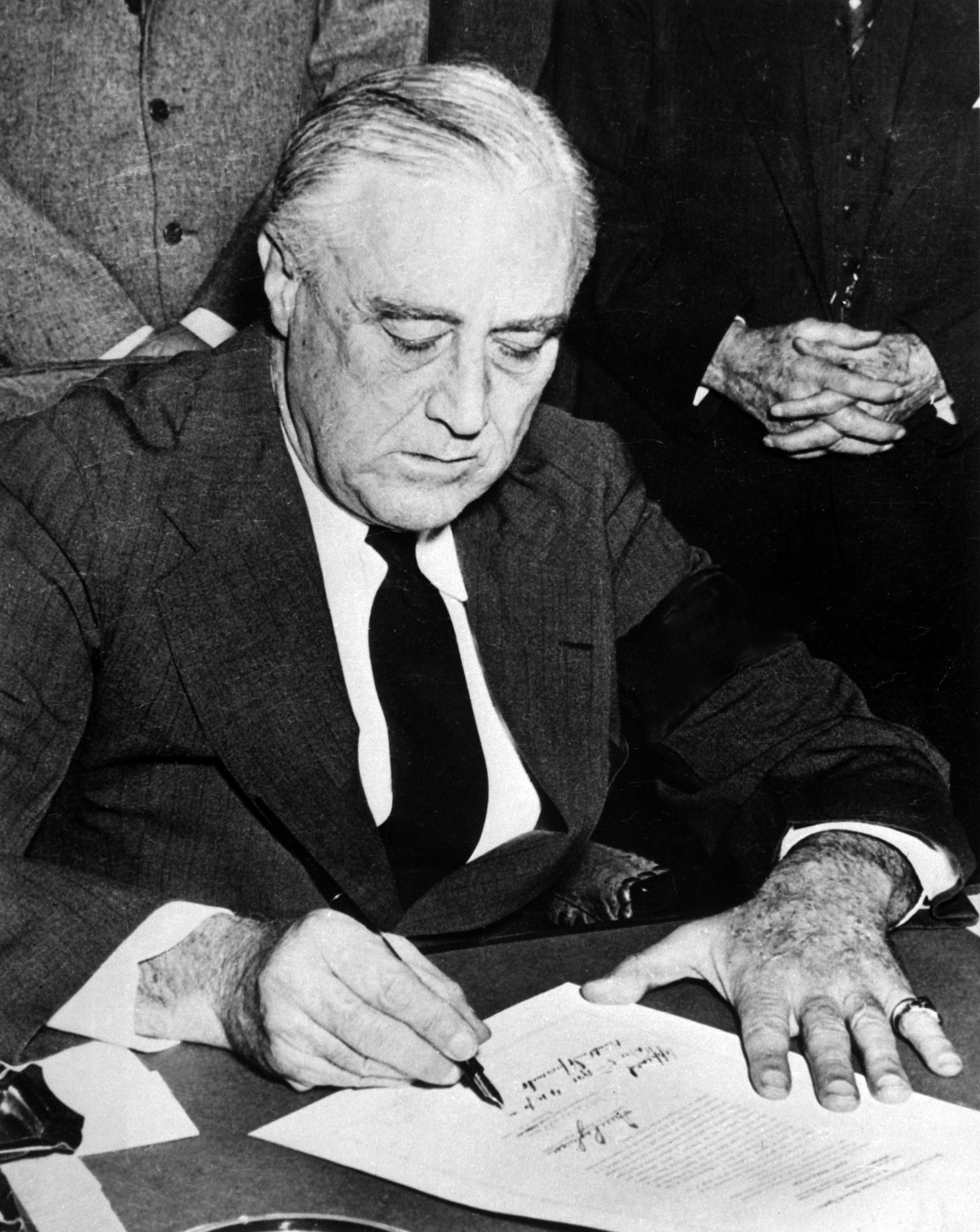
美國總統富蘭克林·德拉諾·羅斯福於1941年12月8日的珍珠港事變後簽署對日宣戰聲明

宣戰是指一個國家宣告該國與其他（可多於一個）國家處於戰爭狀態。

## 背景
文藝復興時，已有國家作出正式的宣戰聲明，自此，民主國家已接受宣戰作為一個外交手段。
在國際法中，宣戰聲明代表該等國家互相承認處於敵對狀態，並規範各自的軍隊的行為。《海牙公約》是影響這些聲明的主要多邊條約。
第一次世界大戰後，1919年成立的國際聯盟，和1928年在巴黎簽訂的非戰公約，皆顯示世界各國都致力避免大戰造成的浩劫。然而，第二次世界大戰仍然爆發了，於是各國於戰後成立了聯合國機構以防止國家透過宣戰來發動侵略。

## 聯合國與戰爭
為迫使國家放棄以戰爭解決紛爭，聯合國憲章的起草者嘗試限制會員國只能在特定環境下方能發動戰爭，尤其只是為了自衛。
但是，1950年6月25日，北韓进攻南韓後，聯合國卻參與了朝鮮戰爭。聯合國安全理事會在蘇聯代表因抗議聯合國拒絕接納中華人民共和國為新成員國而自1950年1月起缺席的情況下，動議以13對1（南斯拉夫投了反對票）的表決結果得到通過。於是美國和15個國家組成了「聯合國軍」。美國總統哈利·S·杜魯門在6月29日的記者會上，稱這種軍事行為為「警察行動」，而非「戰爭」。
聯合國通過了一些安全理事會決議，以宣告一些戰爭為合乎國際法的。例如關於1991年波斯灣戰爭的第687號決議。

## 不宣而戰
在大部分的民主國家，須立法部門通過後方可進行宣戰。美國憲法只說明「國會有權力……宣告戰爭……」，而沒有提及宣戰聲明的形式，故一些人認為經國會通過並授權的軍事行為是「宣戰聲明」。這個概念並無在美國法律制度中證實。榮·保羅和一些人則爭論明確的宣戰聲明實際上是憲法要求。
一部分國家则出于特殊目的使用其他名称来称呼其戰爭行為，如「軍事行動」、「自衛反擊戰」、「武裝回應」或「特別軍事行動」等，例如美國參與越南戰爭，1979年2月中國以越南在边境地区的挑衅行为和对在越华人的迫害等為由對越南方面發動「对越自卫反击战」，1979年12月末蘇聯入侵阿富汗後持續9年的戰爭，2022年2月俄羅斯“發動特別軍事行動”全面入侵烏克蘭。
法國和一些國家的軍事制度包括很多殖民地，他們以警衛行動來干涉其前殖民地的事務，因為它們不能被視為「國際紛爭」。
不宣而戰是一種歸避憲法對宣戰者的保護，同時避免受到戰爭法的規限。不使用「戰爭」字眼似乎更符合公共關係。故此，政府多數不再發表宣戰聲明，改為委婉地稱其行動為「警衛行動」和「獲授權使用軍隊」。

## 獲授權使用軍隊
「獲授權使用軍隊」可避免傳統對發動戰爭的限制，故常被用作「宣戰」的代替品。一般來說，必須獲眾多立法機構通過正式聲明，但「獲授權使用軍隊」可容許選舉出來的國家元首直接調動軍隊，而無須太多諮詢。此外，國際間對宣戰越來越多規限，「獲授權使用軍隊」可避免宣戰聲明的負面影響。
獲授權使用軍隊在民主國家中很常見。例如：美國在20世紀後半部直接參與了很多軍事事件，但從未正式宣戰。越戰和伊拉克戰爭中，美國國會授權使用軍隊，而不發表宣戰聲明。如上述，一些人質疑這些立法程序是否合乎憲法。

## 二戰期間的宣戰

### 1939年
9月3日（德國入侵波蘭兩天後）：英國、法國、澳洲和新西蘭對德國宣戰。
9月6日：南非對德國宣戰。
9月10日：加拿大對德國宣戰。

### 1940年
4月9日：挪威對德國宣戰。
5月10日：荷蘭對德國宣戰。
6月10日：意大利王國對法國和英國宣戰。
6月11日：法國對意大利宣戰。英國、澳洲、加拿大和南非與意大利爆發戰爭。
9月9日：意大利對埃及王國宣戰。
10月28日：意大利對希臘宣戰。
11月23日：比利時流亡政府對意大利宣戰。

### 1941年
4月6日：德國及意大利對南斯拉夫王國宣戰。
4月7日：南斯拉夫對匈牙利宣戰。
4月24日：保加利亞王國對希臘和南斯拉夫宣戰。
6月22日：德國、意大利和羅馬尼亞王國對蘇聯宣戰。
6月25日：芬蘭官方正式宣布與蘇聯處於戰爭狀態。（沒有通過國會決議）
6月27日：匈牙利王國對蘇聯宣戰。
12月6日：英國對芬蘭、匈牙利和羅馬尼亞宣戰。
12月7日(珍珠港事件)：日本對美國、英國、澳洲、加拿大、南非宣戰。澳洲、新西蘭對芬蘭、匈牙利和羅馬尼亞宣戰。加拿大對日本、芬蘭、匈牙利和羅馬尼亞宣戰。巴拿馬對日本宣戰。
12月8日：美國、英國、澳洲、哥斯達黎加、多明尼加共和國、薩爾瓦多、海地、洪都拉斯、荷蘭流亡政府、新西蘭和尼加拉瓜對日本宣戰。蒙古人民共和國對德國宣戰。
12月9日：重慶國民政府對德國、意大利和日本宣战。澳洲和紐西蘭對日本宣戰。
12月11日：德國和意大利對美國宣戰，隨後美國對德國和意大利宣戰。波蘭流亡政府對日本宣戰。
12月12日：保加利亞和羅馬尼亞對美國和英國宣戰。
12月13日：紐西蘭和南非對保加利亞宣戰。
12月15日：匈牙利對美國宣戰。

### 1942年
1月10日：日本對荷蘭宣戰。
1月25日：英國、新西蘭和南非對泰國宣戰。泰國對美國和英國宣戰。
2月19日：日本對葡萄牙宣戰。
3月2日：澳大利亚對泰國宣戰。
5月22日：墨西哥對軸心國宣戰。
6月5日：美國對匈牙利、羅馬尼亞及保加利亞宣戰。

### 1943年
9月1日，汪精衛國民政府對同盟國宣戰。
10月13日：意大利投降，意大利新政府對德國宣戰。

### 1945年
7月13日：意大利對日本宣戰。
8月8日：蘇聯對日本宣戰。
1945年，第二次世界大戰已進入尾聲，很多國家雖之前從未參戰，都向德日宣戰。以下是這些國家的列表，括號內為宣戰日期。
厄瓜多爾（2月2日）、巴拉圭（2月8日）、秘魯（2月13日）、智利（2月14日）、委內瑞拉（2月16日）、土耳其（2月23日）、烏拉圭（2月23日）、埃及（2月24日）、敘利亞（2月26日）、黎巴嫩（2月27日）、沙地阿拉伯（3月1日）、芬蘭（3月2日）、阿根廷（3月27日）

## 仍生效的宣戰
一些宣戰聲明仍然生效，但它們並不代表敵對狀態，而是沒有簽訂和平條約去終止聲明。
- 敘利亞和以色列在贖罪日戰爭後，仍然在戰爭狀態。
- 伊拉克拒絕簽署第一次中东战争的停戰協定，與以色列仍然處於戰爭狀態；後因伊拉克戰爭使伊拉克受到美國武力保護，並跟以色列一樣納入美軍保護傘下，減緩了對立態勢，但因為宗教民族等層面的意識形態差異而未完全結束實質的對立。
- 由於納戈爾諾-卡拉巴赫事件的死結，亞美尼亞和阿塞拜疆未能和平解決。
- 1982年英國和阿根廷間爆發的，英軍在戰爭中獲勝並保全對福克蘭群島的實質主權，但阿根廷方面雖戰敗卻未向英軍正式投降，並繼續堅稱福島為其領土，且雙方並未簽署停戰協定。
- 2020年9月27日，亞美尼亞宣稱亞塞拜然向其宣戰。[3]
- 2022年2月24日，俄罗斯总统普京宣告对乌克兰发起「特别军事行动」，同日俄军侵入乌克兰领土。[4]如前述，此时俄并未正式使用「宣战」一词，仅称之为「特别军事行动」，而乌克兰官方视此举同于宣战，乌驻联合国代表即如此声明，[5]多家国际媒体也如此报道。[6][7]

### 引用
1. ↑  .   [2007-04-14]. （原始内容存档于2010-12-26）.
2. ↑  .   [2007-04-14]. （原始内容存档于2007-04-06）.
3. ↑  . ETtoday新聞雲.   [2020-09-28]. （原始内容存档于2020-10-02）.
4. ↑  Pullen, R.; Frost, C. . The Conversation. 2022-03-03  [2022-05-06]. （原始内容存档于2022-04-17）.
5. ↑  . The Economic Times. 2022-02-24  [2022-05-06]. （原始内容存档于2022-04-25）.
6. ↑  . AlJazeera. 2022-02-24  [2022-05-06]. （原始内容存档于2022-03-01）.
7. ↑  Sheftalovic, Zoya. . politico.eu. 2022-02-24  [2022-05-06]. （原始内容存档于2022-02-24）.

## 外部連結
- 二戰期間的宣戰（页面存档备份，存于）